# جون إنجلش (سياسي)
جون إنجلش (بالإنجليزية: John English)‏ هو سياسي أسترالي، ولد في 16 ديسمبر 1962 في أستراليا. حزبياً، نشط في حزب العمال الأسترالي. وقد انتخب عضو المجلس التشريعي ولاية كوينزلاند.